# Nilgau antilopok
A nilgau antilopok (Boselaphini) az emlősök (Mammalia) osztályának párosujjú patások (Artiodactyla) rendjébe, ezen belül a tülkösszarvúak (Bovidae) családjába és a tulokformák (Bovinae) alcsaládjába tartozó nemzetség.
A nemzetségbe ma már csak 2 élő faj tartozik.

## Tudnivalók
A nilgau antilopok a tulokformák egy ősi ágát képviselik. Manapság már csak két élő faj van a nemzetségben. A legkorábbi nemük, az Eotragus, amely körülbelül 20-18 millió évvel élt ezelőtt, az úgynevezett kora miocén korszakban. A fosszilis nemek bikáinál a szarvak igen hasonlítanak az élő fajokéhoz, továbbá néha a tehenek is viseltek szarvakat.

## Rendszerezés
A nemzetségbe az alábbi 2 élő nem és 22 fosszilis nem tartozik:
- Boselaphus de Blainville, 1816 – 1 élő faj[3]
- †Elachistoceras
- †Duboisia Dubois, 1891
- †Dystychoceras
- †Eotragus Pilgrim, 1939
- †Kipsigicerus[4]
- †Mesembriportax
- †Miotragocerus Stromer, 1928
- †Pachyportax
- †Perimia
- †Phronetragus
- †Pliodorcas
- †Plioportax
- †Proboselaphus
- †Protragocerus Depéret, 1887
- †Ruticeros
- †Samokeros
- †Selenoportax
- †Sivaportax
- †Sivoreas
- †Strogulognathus
- Tetracerus Leach, 1825 – 1 élő faj[5][6]
- †Tragoportax
- †Tragoreas

### Fordítás
- Ez a szócikk részben vagy egészben  a   Boselaphini című angol Wikipédia-szócikk ezen változatának fordításán alapul.  Az eredeti cikk szerkesztőit annak laptörténete sorolja fel. Ez a jelzés csupán a megfogalmazás eredetét és a szerzői jogokat jelzi, nem szolgál a cikkben szereplő információk forrásmegjelöléseként.